# Ditassa aequicymosa
Ditassa aequicymosa är en oleanderväxtart som beskrevs av Fourn.. Ditassa aequicymosa ingår i släktet Ditassa och familjen oleanderväxter. Inga underarter finns listade i Catalogue of Life.